# Museu virtual
Museu virtual é um espaço virtual de mediação e de relação do patrimônio com seus usuários através da internet. É também conhecido como museu online, museu eletrônico, hypermuseu, museu digital, cibermuseu ou museu na web. 
É um museu paralelo e complementar, que privilegia a comunicação como forma de envolver e dar a conhecer determinado patrimônio. Nesse sentido, os museus virtuais são aqueles que trabalham o patrimônio por meio de ações museológicas, mas que não necessariamente têm suas portas abertas ao público em seu espaço físico. 
A primeira vez que o termo foi utilizado foi em 1991 por Dennis Tsichritzis e Simon Gibbs. O conceito em si ainda não existia, a utilização do termo foi para denominar passeios virtuais em museus, por mais que o artigo tivesse a proposta da montagem de um museu virtual. A pesquisadora Rosali Henriques, utilizando o artigo de Tsichritzis e Gibbs como apoio, expande o conceito e o distingue de um site.
De acordo com a Encyclopædia Britannica, um museu virtual é “uma coleção de registros digitais, imagens, textos, arquivos de áudio e outros dados históricos, científicos ou de interesse cultural acessado através de uma mídia eletrônica”.

## Museus virtuais
Abaixo estão alguns dos museus que possuem tour virtual no Brasil e no mundo:
- Oceanário de Lisboa
- Pavilhão do Conhecimento
- Museu virtual sobre Aristides de Sousa Mendes
- Museu Virtual de Ciências e Tecnologia da Universidade de Brasília
- Museu Egípcio Global
- Museu da Pessoa
- Museu de Orsay
- Museu de Arte de São Paulo